# Coillina baka
Coillina baka är en spindelart som beskrevs av Yin och Peng 1998. Coillina baka ingår i släktet Coillina och familjen plattbuksspindlar. Inga underarter finns listade i Catalogue of Life.